# Соціалістична Республіка Хорватія
Соціалістична Республіка Хорватія (хорв. Socijalistička Republika Hrvatska, SR Hrvatska) — соціалістична держава і республіка-засновниця колишньої Соціалістичної Федеративної Республіки Югославії. Стала частиною Демократичної Федеративної Югославії в 1943 році. 1990 року державу було перетворено на Хорватію, прийнято багатопартійну систему і вільну ринкову економіку.
Соціалістична Республіка Хорватія була заснована як Федеральна Держава Хорватія (хорв. Federalna Država Hrvatska, FD Hrvatska) 9 травня 1944 року на 3-й сесії ЗАВНОХ. Югославія тоді називалася Демократична Федеративна Югославія (хорв. Demokratska Federativna Jugoslavia DFJ), вона не була конституційною соціалістичною державою або навіть республікою до завершення війни, коли були врегульовані ці питання. 29 листопада 1945 Демократична Федеративна Югославія стала Федеративною Народною Республікою Югославія (хорв. Federativna Narodna Republika Jugoslavia, FNRJ) — соціалістичною народною республікою. Таким чином, Федеративна Держава Хорватія стала Народною Республікою Хорватія (хорв. Narodna Republika Hrvatska , NR Hrvatska).
Югославія (а також Хорватія) поступово відійшли від сталінізму після Тіто-Сталінського розколу в 1948. 7 квітня 1963 Федеративна Народна Республіка Югославія (СФРЮ) була перейменована на Соціалістичну Федеративну Республіку Югославія (СФРЮ). У 1963 Народна Республіка Хорватія відповідно стала Соціалістичною Республікою Хорватія.
У 1990 році після перших вільних виборів було вирішено відмовитися від префікса «соціалістичний», так що між 1990 і оголошенням незалежності Хорватії в 1991 році вона офіційно називалася Республіка Хорватія.

## Адміністративно-територіальний поділ Югославії та її складових (1943-2010)
| 1943          | 1946           | 1963                    | 1974                    | 1991                    | 1992                       | 1999                       | 2003                       | 2006                 | 2008                 |
| ДФЮ           | ФНРЮ           | СФРЮ                    | СФРЮ                    | розпущена               | розпущена                  | розпущена                  | розпущена                  | розпущена            | розпущена            |
| ФД БіГ        | НР БіГ         | СР Боснія і Герцеговина | СР Боснія і Герцеговина | СР Боснія і Герцеговина | Боснія і Герцеговина       | Боснія і Герцеговина       | Боснія і Герцеговина       | Боснія і Герцеговина | Боснія і Герцеговина |
| ФД Хорватія   | НР Хорватія    | СР Хорватія             | СР Хорватія             | Республіка Хорватія     | Республіка Хорватія        | Республіка Хорватія        | Республіка Хорватія        | Республіка Хорватія  | Республіка Хорватія  |
| ФД Македонія  | НР Македонія   | СР Македонія            | СР Македонія            | Північна Македонія      | Північна Македонія         | Північна Македонія         | Північна Македонія         | Північна Македонія   | Північна Македонія   |
| ФД Македонія  | НР Македонія   | СР Македонія            | СР Македонія            |                         | ФРЮ                        | ФРЮ                        | Сербія і Чорногорія        | розпущена            | розпущена            |
| ФД Чорногорія | НР Чорногорія  | СР Чорногорія           | СР Чорногорія           | СР Чорногорія           | Р Чорногорія (федеративна) | Р Чорногорія (федеративна) | Р Чорногорія (федеративна) | Чорногорія           | Чорногорія           |
| ФД Сербія     | НР Сербія      | СР Сербія               | СР Сербія               | СР Сербія               | Р Сербія (федеративна)     | Р Сербія (федеративна)     | Р Сербія (федеративна)     | Сербія               | Сербія               |
| ФД Сербія     | • АК Воєводина | • САК Воєводина         | • САК Воєводина         | • АР Воєводина          | • АР Воєводина             | • АР Воєводина             | • АР Воєводина             |                      |                      |
| ФД Сербія     | • АК Косово    | • САК Косово            | • САК Косово            | • АК Космет             | • АК Космет                | Протекторат ООН            | Протекторат ООН            | Протекторат ООН      | Республіка Косово    |
| ФД Словенія   | НР Словенія    | СР Словенія             | СР Словенія             | Республіка Словенія     | Республіка Словенія        | Республіка Словенія        | Республіка Словенія        | Республіка Словенія  | Республіка Словенія  |

| ФНР | «Федеративна Народна Республіка» | НР | «Народна Республіка»     |     |                                        |
| АК  | «Автономний Край»                | ФР | «Федеративна Республіка» | САК | «Соціалістичний Автономний Край»       |
| БіГ | Боснія і Герцеговина             | Р  | «Республіка»             | СФР | «Соціалістична Федеративна Республіка» |
| ДФ  | «Демократична Федерація»         | ФД | «Федеральна Держава»     | СР  | «Соціалістична Республіка»             |